# Calendar
Calendar (en armenio: Օրացույց) es una película dramática de 1993 dirigida por Atom Egoyan.

## Trama
Un fotógrafo es enviado a Armenia a tomar fotos de iglesias para un calendario. Poco a poco se da cuenta de que su esposa, una traductora armenia, se está enamorando de su conductor y guía no oficial, Ashot. La distancia mentre ellos crece hasta que terminan separándose. Luego, de regreso a su casa en Toronto, usa una agencia de escorts para invitar a varias mujeres a cenar, hasta que finalmente encuentra una que se parece a su mujer en varios aspectos.